# Davis megye (Iowa)
Davis megye az Amerikai Egyesült Államokban, azon belül Iowa államban található. Lakosainak száma 9110 fő (2020. április 1.). Davis megye Wapello, Schuyler, Scotland, Van Buren, Jefferson, Monroe és Appanoose megyékkel határos.

## Népesség
A megye népessége az elmúlt években az alábbi módon változott:
| Lakosok száma | 8791 | 8774 | 8716 | 8791 | 8769 | 9110 |
|               | 2010 | 2011 | 2012 | 2013 | 2015 | 2020 |